# Blix (Zeitschrift)
Das Blix ist ein regionales, kostenloses Kultur- und Veranstaltungsmagazin, das seit April 2003 monatlich im Blix Verlag erscheint und in Oberschwaben weitreichende Verbreitung findet. Stammsitz des Verlages ist Aulendorf.

## Chefredaktion und Herausgeber
Chefredakteur und Herausgeber des Blix-Magazins ist der Journalist Roland Reck. Reck war früherer Kreisredakteur bei der Schwäbischen Zeitung im Landkreis Biberach und wurde im Jahre 2002 gemeinsam mit dem 34 Jahre amtierenden Kreischef Gunther Dahinten wegen einer kritischen Berichterstattung über Landrat Peter Schneider gekündigt.

## Inhalte und Erscheinungsgebiet
Neben Veranstaltungen und regionalen politischen Ereignissen liegt ein Schwerpunkt von Blix auf der Auseinandersetzung mit der Schwäbischen Zeitung. Hierbei hat es sich das Magazin zur Aufgabe gemacht, Themen und Skandale, die in der Schwäbischen Zeitung gar keine oder nur geringe Beachtung finden, durch eine ausführliche Berichterstattung überregional bekannt zu machen, um so eine Gegenöffentlichkeit herzustellen.
Im Gegensatz zur Schwäbischen Zeitung berichtete das Blix-Magazin beispielsweise ausführlich über die Trunkenheitsfahrten und eine Fahrerflucht des CDU-Bundestagsabgeordneten Andreas Schockenhoff, über die Zwangsräumung oberschwäbischer Bauernhöfe und über das politische Engagement Oswald Metzgers nach dessen Wechsel von den Grünen zur CDU.
Beiträge im „Blix“ werden großteils von der Redaktion selbst verfasst, es haben jedoch auch Leser die Möglichkeit, eigene Artikel einzureichen. Bei herausragenden Artikeln kommt es gelegentlich zu einer Zweitveröffentlichung in der unabhängigen Internet-Wochenzeitung Kontext: Wochenzeitung, die in Auszügen auch der taz-Wochenendausgabe Sonntaz beiliegt.
Das Erscheinungsgebiet des Kultur- und Veranstaltungsmagazins umfasst heute den Raum von Friedrichshafen bis Ulm, konzentriert sich aber auf die Landkreise Ravensburg und Biberach.
In Oberschwaben stellt das Blix-Magazin die einzige nennenswerte Konkurrenz zur Schwäbischen Zeitung dar. Der Schwäbische Verlag (Herausgeber der Schwäbischen Zeitung) reagierte nach der Lancierung des Blix-Magazins unmittelbar mit der Verteilung des bis dahin auf die weitere Bodensee-Region beschränkten, seit 1990 in Konstanz herausgegebenen Veranstaltungsmagazins akzent im selben Verbreitungsgebiet.